# Bob Peeler
Bob Peeler (* 4. Januar 1952 in Gaffney, South Carolina) ist ein US-amerikanischer Politiker. Zwischen 1995 und 2003 war er Vizegouverneur des Bundesstaates South Carolina.

## Werdegang
Bob Peeler wuchs in Gaffney auf, wo er zusammen mit seinen Eltern und Brüdern in der Milchproduktion arbeitete. Er absolvierte das Limestone College in seiner Heimatstadt. Später schlug er als Mitglied der Republikanischen Partei eine politische Laufbahn ein. Innerhalb der Partei stieg er bis zum stellvertretenden Staatsvorsitzenden auf. Im Jahr 2000 setzte er sich bei den Präsidentschaftsvorwahlen für George W. Bush ein, der dann auch dank der Hilfe Peelers die Vorwahl in South Carolina gewann.
1994 wurde Peeler an der Seite von David Beasley zum Vizegouverneur von South Carolina gewählt. Dieses Amt bekleidete er nach einer Wiederwahl zwischen 1995 und 2003. Dabei war er Stellvertreter des Gouverneurs und Vorsitzender des Staatssenats. Seit 1999 diente er unter dem neuen Gouverneur Jim Hodges von der Demokratischen Partei. Peeler war der erste republikanische Vizegouverneur seit dem Ende der Amtszeit von Richard Howell Gleaves im Jahr 1876. Im Jahr 2002 kandidierte er erfolglos in den Gouverneursvorwahlen seiner Partei. 2003 war er für eine Kandidatur für den US-Senat im Gespräch. Er verkündete aber seinen Verzicht auf dieses Unterfangen. Heute sitzt er im Vorstand der Clemson University.